# H square
H2或H-square是數學及控制理論的用語，是指有平方范数的哈代空間，是L2空間的子集合，因此也是希尔伯特空间。特別的是，H2空間也是再生核希尔伯特空间。

## 單位圓盤內的H2空間
一般而言，單位圓盤內L2空間的元素可以表示為
{\displaystyle \sum _{n=-\infty }^{\infty }a_{n}e^{in\varphi }}
而H2空間的元素可以表示為
{\displaystyle \sum _{n=0}^{\infty }a_{n}e^{in\varphi }.}
從L2空間到H2空間的映射（令n < 0時的an = 0）是orthogonal映射。

## 半平面中的H2空間
拉氏轉換 {\displaystyle {\mathcal {L}}}
{\displaystyle [{\mathcal {L}}f](s)=\int _{0}^{\infty }e^{-st}f(t)dt}
可以理解為以下的線性算子
{\displaystyle {\mathcal {L}}:L^{2}(0,\infty )\to H^{2}\left(\mathbb {C} ^{+}\right)}
其中{\displaystyle L^{2}(0,\infty )}為正實數線上平方可積函數的集合，且{\displaystyle \mathbb {C} ^{+}}為複平面的右半平面，而且拉氏轉換也是同构（因為其可逆），而且等距同构，因為滿足下式
{\displaystyle \|{\mathcal {L}}f\|_{H^{2}}={\sqrt {2\pi }}\|f\|_{L^{2}}.}
拉氏轉換是「半個」傅立葉轉換，因為以下的分解
{\displaystyle L^{2}(\mathbb {R} )=L^{2}(-\infty ,0)\oplus L^{2}(0,\infty )}
可以得到{\displaystyle L^{2}(\mathbb {R} )}正交分解成兩個哈代空間
{\displaystyle L^{2}(\mathbb {R} )=H^{2}\left(\mathbb {C} ^{-}\right)\oplus H^{2}\left(\mathbb {C} ^{+}\right).}
在本質上就是培力-威納定理。